# Brösarps station

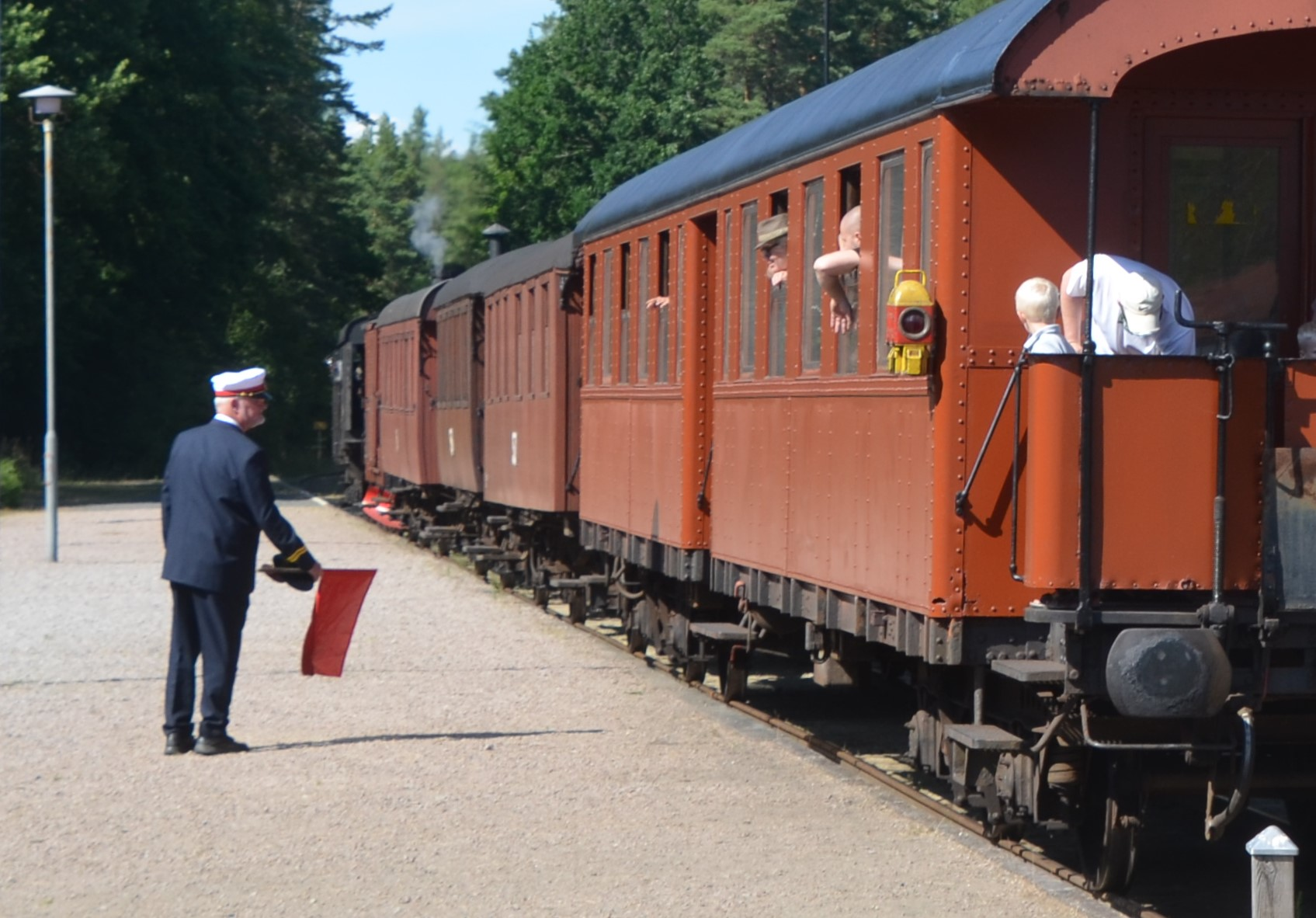
Stins på Brösarps station

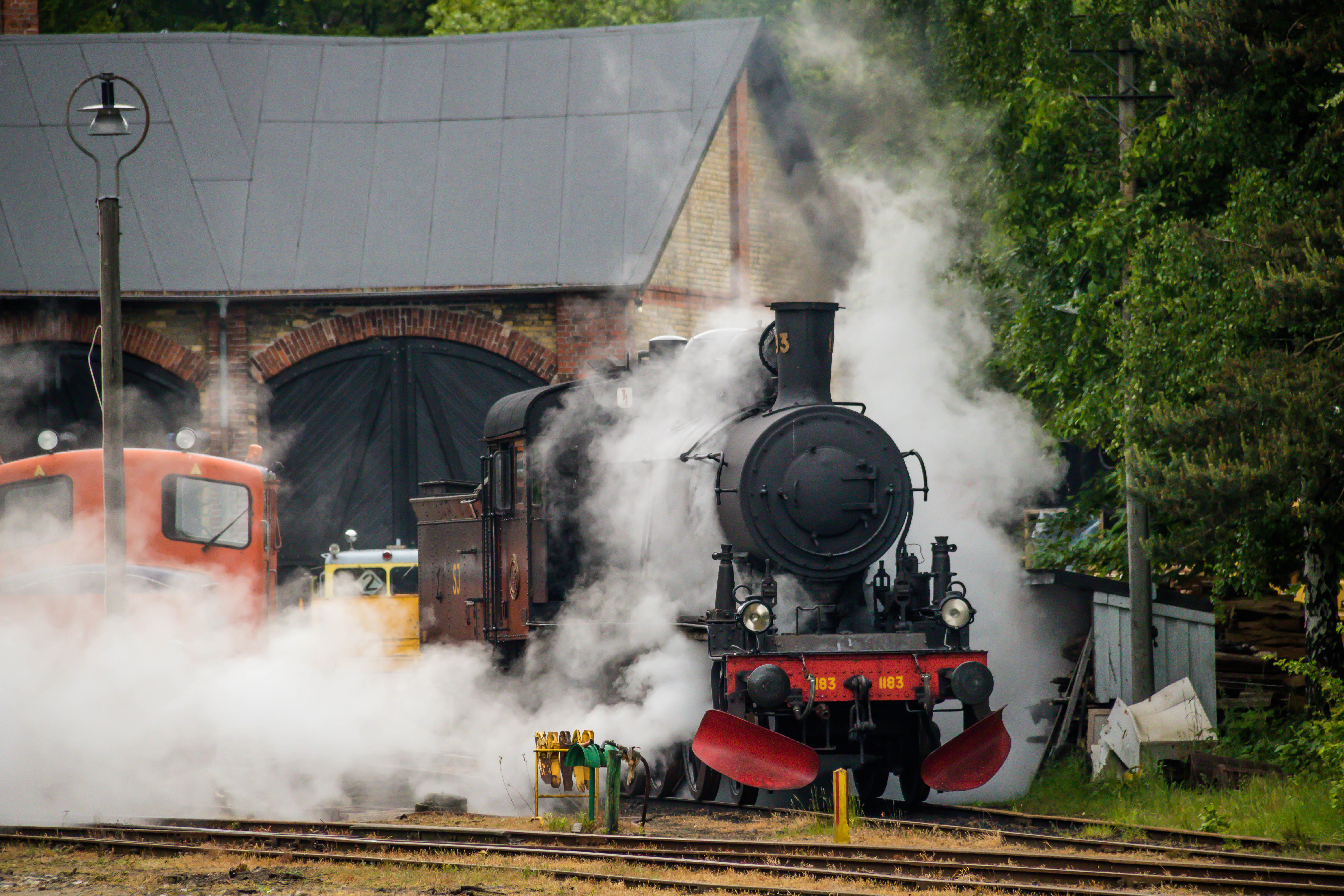
Lokstallet vid Brösarps station med tidigare SJ E2-lok 1183

Brösarps station är en järnvägsstation i Simrishamns kommun 1 1/2 kilometer fågelvägen norr om Brösarp, som uppfördes 1900 av Östra Skånes Järnvägar.
År 1900 började Östra Skånes Järnvägar trafikera sträckan Kristianstad–Brösarp, och året därpå öppnade Ystad-Brösarps Järnväg en linje ner till Ystad. Det fanns även planer på järnväg till Simrishamn och Sjöbo, men de genomfördes inte. 
Efter förstatligande av dessa järnvägssträckor på 1940-talet drevs trafik av Statens Järnvägar fram till slutet av 1971. Museiföreningen Skånska Järnvägar började sommaren 1971 köra museitågtrafik.
Brösarps järnvägsstation är sedan 1976 huvud- och ändstation för Skånska järnvägars 13 kilometer långa museilinje på sträckan Brösarp–Ravlundabro–Vitaby–Sankt Olof. Denna är en del av tidigare Ystad-Brösarps Järnväg.